# Zebrias
Cá bơn vằn (Danh pháp khoa học: Zebrias) là một chi cá trong họ cá bơn Soleidae thuộc bộ cá thân bẹt Pleuronectiformes bản địa của vùng nước Ấn Độ-Thái Bình Dương và miền Nam Úc. Tất cả các loài trong chi này đều có thân tối sạch và sọc nhạt

## Các loài
Có 18 loài được ghi nhận trong chi này:
- Zebrias altipinnis (Alcock, 1890)
- Zebrias annandalei Talwar & Chakrapany, 1967
- Zebrias cancellatus (McCulloch, 1916) (harrowed sole)
- Zebrias captivus J. E. Randall, 1995 (convict zebra sole)
- Zebrias craticula (McCulloch, 1916) (Wickerwork sole)
- Zebrias crossolepis P. S. Cheng & Y. W. Chang, 1965
- Zebrias fasciatus (Basilewsky, 1855)
- Zebrias keralensis Joglekar, 1976
- Zebrias lucapensis Seigel & Adamson, 1985
- Zebrias maculosus Oommen, 1977
- Zebrias munroi (Whitley, 1966)
- Zebrias penescalaris M. F. Gomon, 1987 (duskybanded sole)
- Zebrias quagga (Kaup, 1858) (fringefin zebra sole)
- Zebrias regani (Gilchrist, 1906) (South African zebra sole)
- Zebrias scalaris M. F. Gomon, 1987 (many-band sole)
- Zebrias synapturoides (J. T. Jenkins, 1910) (Indian zebra sole)
- Zebrias zebra (Bloch, 1787) (zebra sole)
- Zebrias zebrinus (Temminck & Schlegel, 1846)